# Thatcheria
Thatcheria is een geslacht van weekdieren uit de klasse van de Gastropoda (slakken).

## Soorten
- Thatcheria janae Lorenz & Stahlschmidt, 2019
- Thatcheria liratula Powell, 1942 †
- Thatcheria mirabilis Angas, 1877
- Thatcheria pagodula (Powell, 1942) †
- Thatcheria waitaraensis (Marwick, 1926) †